# Nova Cantu
Nova Cantu ist ein brasilianisches Munizip in der Mitte des Bundesstaats Paraná. Es hat 6.790 Einwohner (2022), die sich Nova-Cantuenser nennen. Seine Fläche beträgt 555 km². Es liegt 490 Meter über dem Meeresspiegel.

## Etymologie
Der Name des Munizips wurde zur Erinnerung an den italienischen Ort Cantù bei Como in der Lombardei gewählt.

## Geschichte

### Besiedlung
Die Gemeinde war eine der letzten landwirtschaftlichen Grenzregionen von Paraná. Die Besiedlung erfolgte um 1955. Die in der Nähe des Rio Cantu entstandene Siedlung erhielt den Namen des Flusses und profitierte von dem fruchtbaren Boden. Die Einwanderer aus dem Raum Paraná und anderen brasilianischen Regionen bauten ihre Plantagen auf und brachten die Kultur verschiedener ethnischer Gruppen mit.

### Erhebung zum Munizip
Nova Cantu wurde durch das Staatsgesetz Nr. 4778 vom 29. November 1963 aus Roncador ausgegliedert und in den Rang eines Munizips erhoben. Es wurde am 14. Dezember 1964 als Munizip installiert.

## Geografie

### Fläche und Lage
Nova Cantu liegt auf dem Terceiro Planalto Paranaense (der Dritten oder Guarapuava-Hochebene von Paraná). Seine Fläche beträgt 555 km². Es liegt auf einer Höhe von 490 Metern.

### Vegetation
Das Biom von Nova Cantu ist Mata Atlântica.

### Klima
Das Klima ist gemäßigt warm. Es werden hohe Niederschlagsmengen verzeichnet (1693 mm pro Jahr). Im Jahresdurchschnitt liegt die Temperatur bei 20,6 °C. Die Klimaklassifikation nach Köppen und Geiger lautet Cfa.

### Gewässer
Nova Cantu liegt im Einzugsgebiet des Piquiri. Der Rio Tricolor bildet die nördliche, der Rio Cantu die südliche Grenze des Munizips. Beides sind rechte Nebenflüsse des Piquiri.

### Straßen
Nova Cantu ist über die PR-239 mit Campina da Lagoa im Westen und Roncador im Osten verbunden.

### Nachbarmunizipien
|                    | Mamborê                                     |          |
| Campina da Lagoa   | Kompassrose, die auf Nachbargemeinden zeigt | Roncador |
| Altamira do Paraná | Laranjal                                    | Palmital |

## Stadtverwaltung
Bürgermeister: Airton Antonio Agnolin, PDT (2021–2024)
Vizebürgermeister: Osni Ademir Fontana, PSD (2021–2024)

## Demografie

### Bevölkerungsentwicklung
| Jahr | Einwohner | Stadt | Land |
| ---- | --------- | ----- | ---- |
| 1970 | 15.116    | 13 %  | 87 % |
| 1980 | 11.789    | 22 %  | 78 % |
| 1991 | 11.260    | 36 %  | 64 % |
| 2000 | 9.914     | 39 %  | 61 % |
| 2010 | 7.425     | 55 %  | 45 % |
| 2022 | 6.790     |       |      |

Quelle: IBGE, bis 2010: Volkszählungen und Volkszählung 2022

### Ethnische Zusammensetzung
| Gruppe * | 1991    | 2000    | 2010    | wer sich als …                                                                   |
| --- | ------- | ------- | ------- | -------------------------------------------------------------------------------- |
| Weiße | 61,6 %  | 87,3 %  | 65,0 %  | weiß bezeichnet                                                                  |
| Schwarze | 2,0 %   | 1,9 %   | 1,7 %   | schwarz bezeichnet                                                               |
| Gelbe | 1,1 %   | 0,2 %   | 0,2 %   | von fernöstlicher Herkunft wie japanisch, chinesisch, koreanisch etc. bezeichnet |
| Braune | 35,3 %  | 10,3 %  | 33,1 %  | braun oder als Mischung aus mehreren Gruppen bezeichnet                          |
| Indigene | 0,0 %   | 0,1 %   | 0,0 %   | Ureinwohner oder Indio bezeichnet                                                |
| ohne Angabe | 0,0 %   | 0,2 %   | 0,0 %   |                                                                                  |
| Gesamt | 100,0 % | 100,0 % | 100,0 % |                                                                                  |
| *) Das IBGE verwendet für Volkszählungen ausschließlich diese fünf Gruppen. Es verzichtet bewusst auf Erläuterungen. Die Zugehörigkeit wird vom Einwohner selbst festgelegt. |         |         |         |                                                                                  |

Quelle: IBGE (Stand: 1991, 2000 und 2010)

## Persönlichkeiten
- Andréia Suntaque (* 1977), Fußballspielerin